# Bebra
Bebra település Németországban, Hessen tartományban. Lakosainak száma 13 908 fő (2023. december 31.). Bebra Nentershausen (Hessen), Cornberg, Ronshausen, Ludwigsau és Rotenburg a.d. Fulda községekkel határos.

## Fekvése
Bad Hersfeldtől északra fekvő település.

## Története

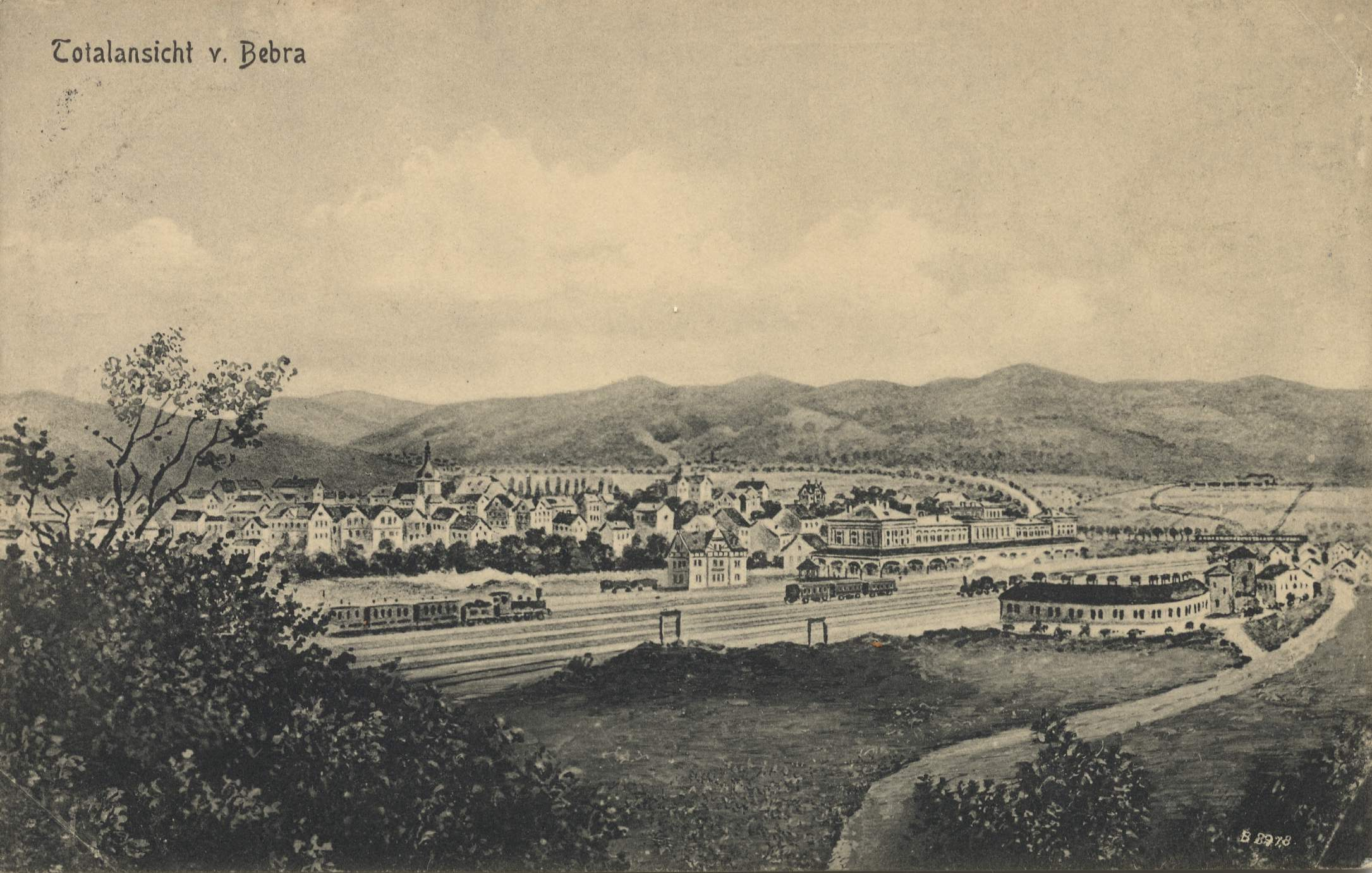

Berda eredetileg a Bad Hesfeld-i kolostorhoz tartozó kis paraszttelepülés volt. A településsel kapcsolatos legrégibb ismert adat a 12. századból származik. Kezdetben Bebra Biberaho néven, később pedig Bibera, majd Bebra néven volt említve.
Bebra fellendülése a vasúti hálózat bővítésének köszönhető; a 19. század közepén. 1849-ben megkezdik a vasútvonal bővítését Kassel – Bebra között. A század végére a város Németország egyik legfontosabb vasúti csomópontja lett. A város növekedése folytatódott – a második világháború alatti megszakítás mellett – az 1970-es évekig. A jó közlekedési kapcsolatok miatt néhány nagyobb ipari vállalat telepedett le itt.
Érdekesebb épületei közé tartoznak a templom, a Mária kolostor és a Városháza.

## Galéria

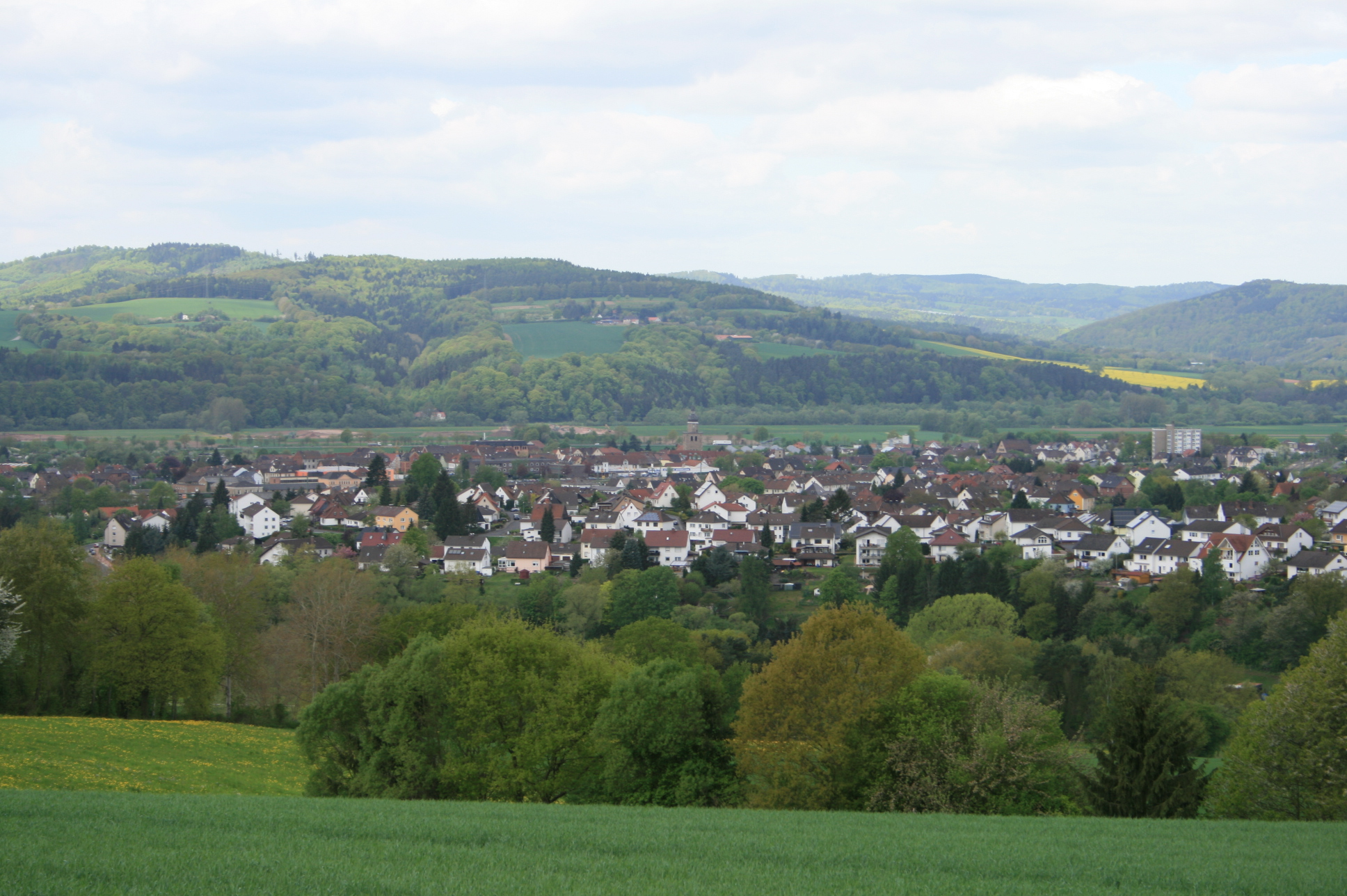
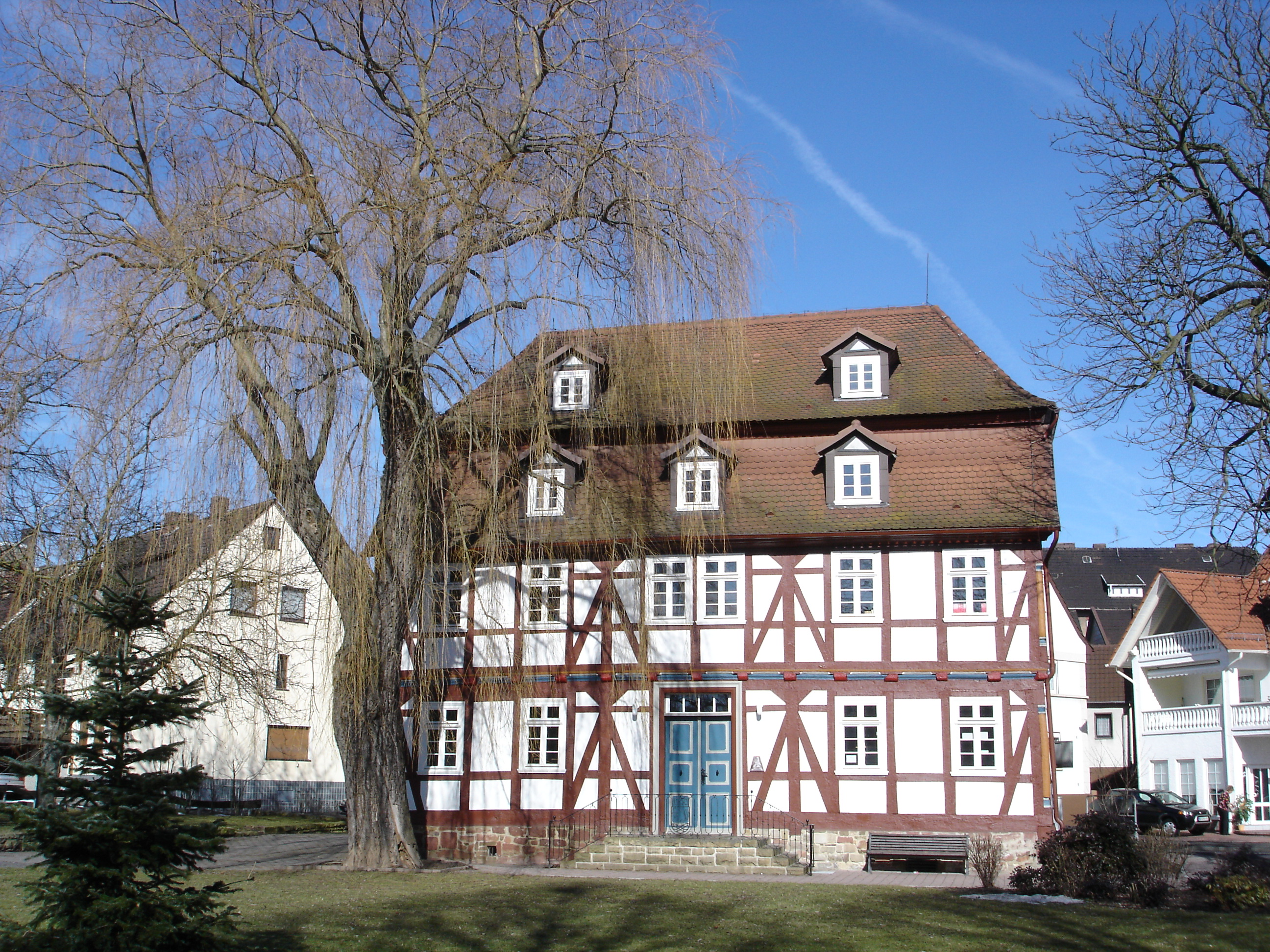
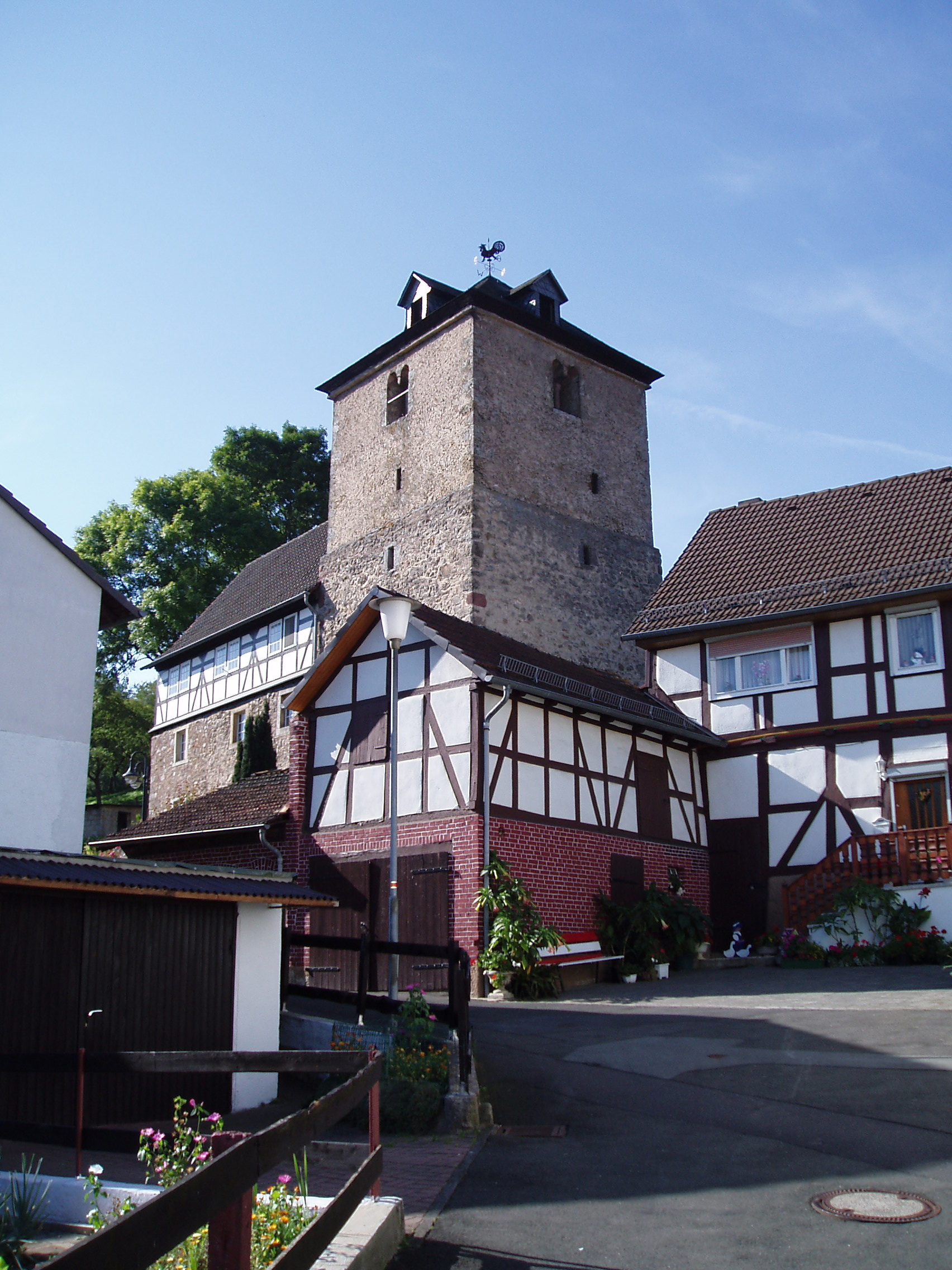
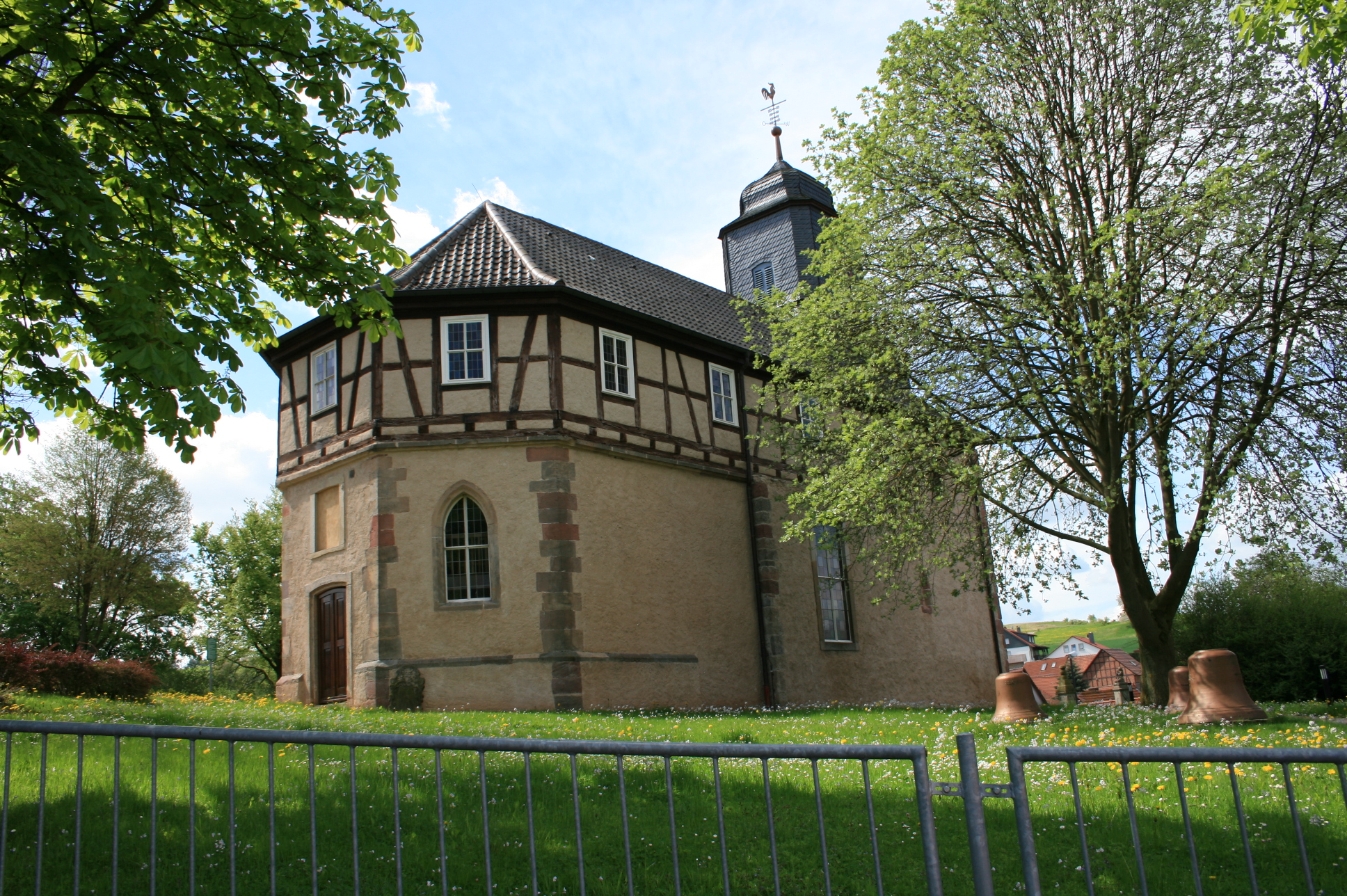
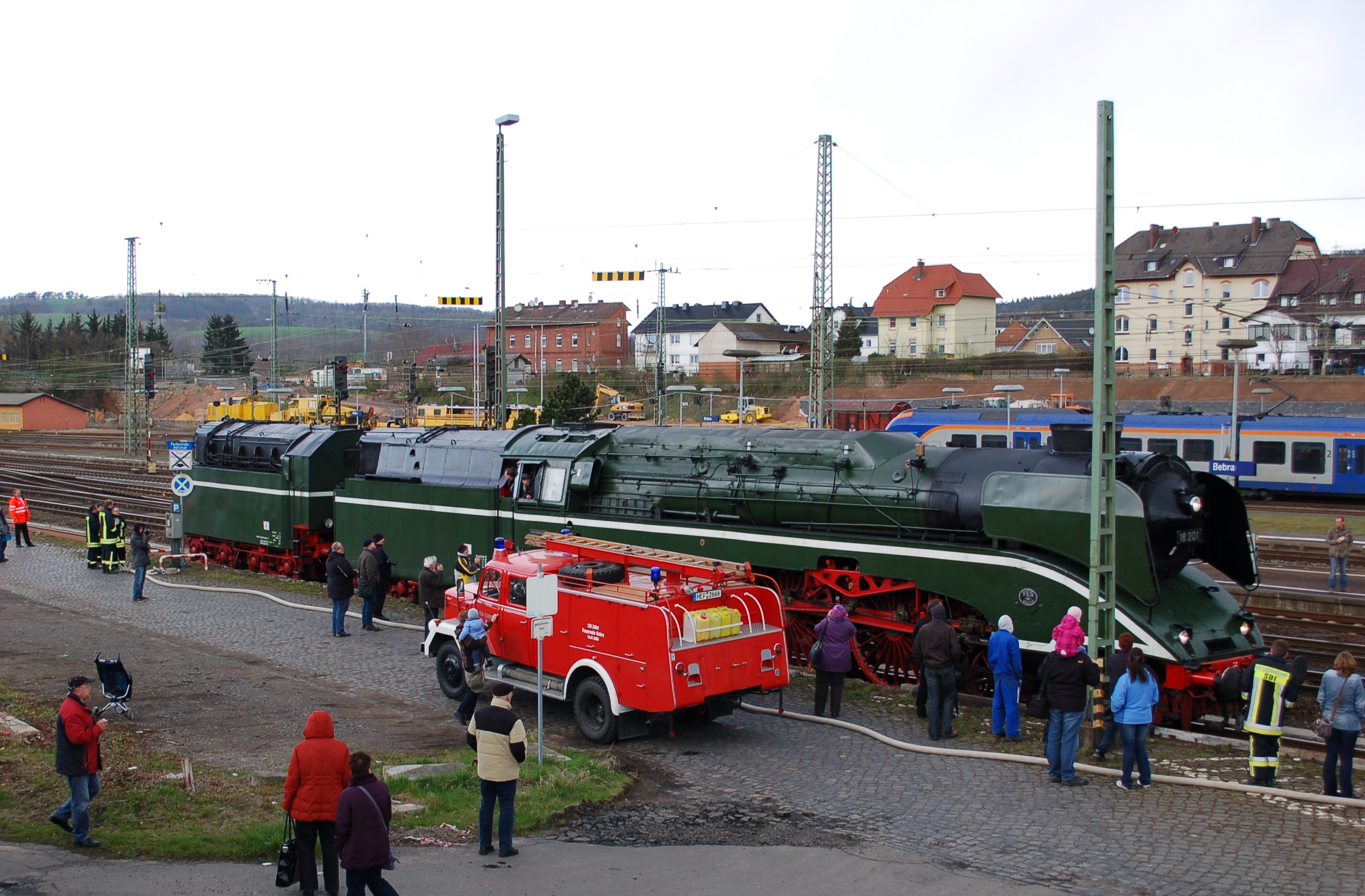
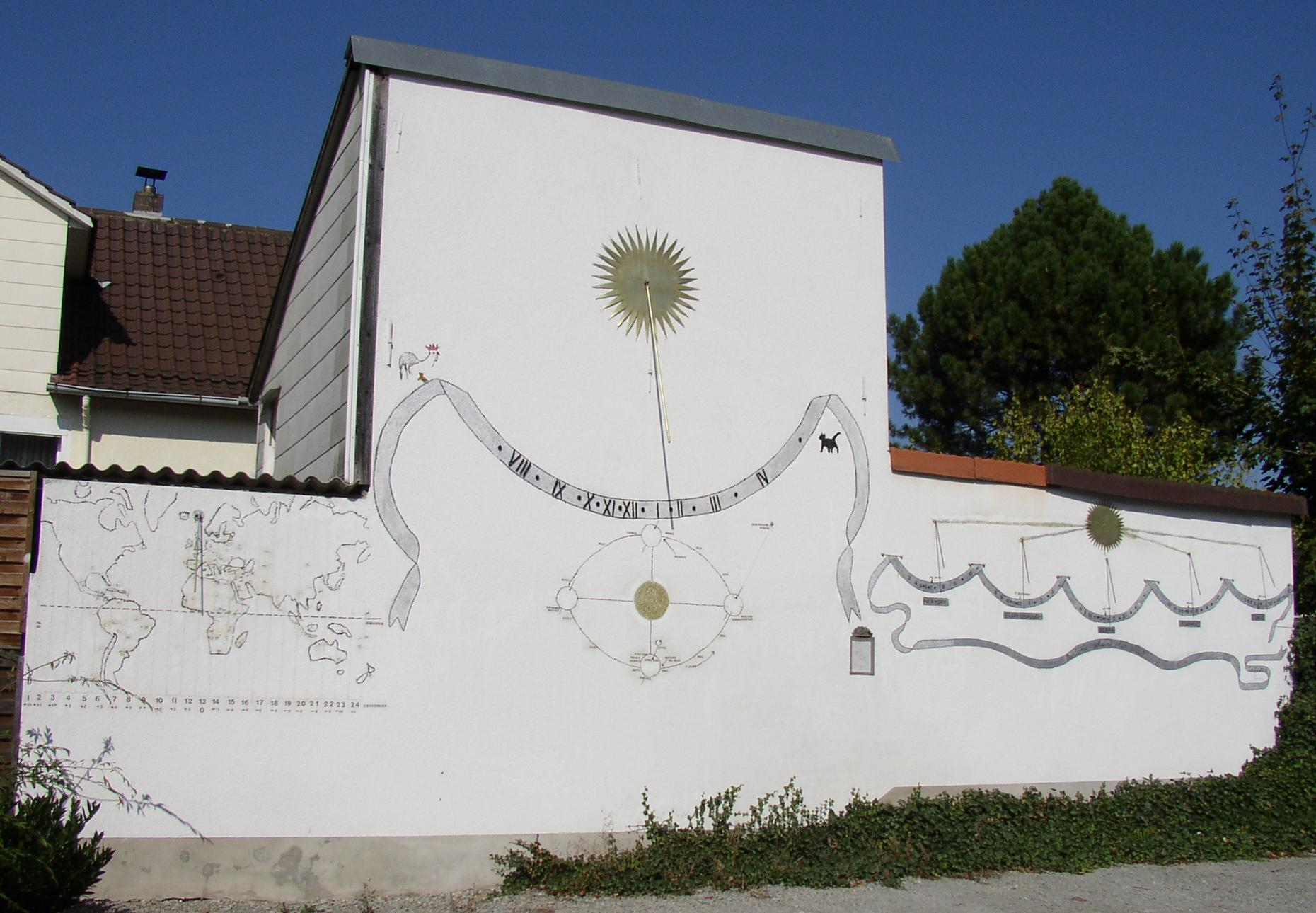

## Nevezetességek
- Városháza
- Mária kolostor
- Templom

## Itt születtek, itt éltek
- August Vilmar (1800–1868), teológus, professzor
- August von Trott zu Solz (1855–1938), politikus, 1909–1917 kultuszminiszter
- Johannes Reinmöller (1877–1955)
- Carl von Hoff (1894–1969)
- Ferdinand Seyfarth (1818–1901)
- Otmar Freiherr von Verschuer (1896–1969)
- Adam von Trott zu Solz (1909–1944)

## Népessége
A település népességének változása:
| Lakosok száma | 13 789 | 14 078 | 13 962 | 13 972 | 13 983 | 13 908 |
|               | 2014   | 2017   | 2019   | 2021   | 2022   | 2023   |